# تاكاهيرو إيواساكي
تاكاهيرو إيواساكي هو فنان ياباني، ولد في 1975 في هيروشيما في اليابان.